# フロンティニャン
フロンティニャン(Frontignan)は、フランス南部オクシタニー地域圏エロー県のコミューンである。

## 地理
エロー県の地中海沿岸に位置し、県庁所在地モンペリエとセットのほぼ中間に位置している。

## 歴史
11世紀、最初の建物である教会と塔が建てられた。このときはマゲローヌ司教座に属していた。1204年、マリー・ド・モンペリエがアラゴン王およびバルセロナ伯であるペドロ2世と結婚したことから、フロンティニャンは以後バルセロナ家領となった。1349年にフロンティニャンはフランス王国へ復帰し、1362年、城塞都市として建設された。

## 見どころ
- 旧市役所（14世紀の建物）
- サン＝ポール教会（12世紀）

## 産業と経済
20世紀初頭までは、地中海の海水を利用した製塩業と、ワインの生産が中心であった。その後石油化学工業が発達した。
マスカットを使用したAOCワイン・ミュスカ・ド・フロンティニャンが生産されている。この名称は、使用しているマスカットの名称でもあるが、一般にはミュスカ・ブラン・ア・プティ・グランと呼ばれる。

## 姉妹都市
- ガエータ、イタリア
- ビセラ、ポルトガル
- ピネダ・デル・マル、スペイン